# كاف غراب
كاف غراب إحدى قرى الجمهورية التونسية، تقع في معتمدية جومين من ولاية بنزرت، شمال غرب مدينة ماطر.

### مواضيع ذات علاقة
- ولاية بنزرت.

1. ↑  "المناطق الترابية (العمادات) حسب الولايات والمعتمديات". اطلع عليه بتاريخ 2024-11-30.